# Verkanting
Verkanting is het aanbrengen van een dwarshelling in een weg of spoorlijn en wordt in bogen van bochten toegepast om ervoor te zorgen dat de middelpuntzoekende kracht, die op een voertuig moet worden uitgeoefend om door die bocht te gaan, niet alleen door de wrijving hoeft te worden geleverd.
De verkanting wordt in de wegenbouw meestal aangeduid als een percentage {\displaystyle i}, terwijl in de spoorwegbouw de verkanting meestal wordt gedefinieerd als het hoogteverschil {\displaystyle h} tussen de beide spoorstaven in millimeters. De reactiekracht van het wegdek op een auto als gevolg van de traagheid van de auto krijgt door de verkanting een horizontale component.
Daarnaast wordt een kleine verkanting, ook wel afschot genoemd, toegepast in de rechtstanden van wegen om een goede afwatering van het wegdek te verzekeren.

## Verkanting bij wegen
De bochten in autowegen krijgen een geringe dwarshelling en worden daardoor bij de gegeven ontwerpsnelheid veiliger en comfortabeler. Op autosnelwegen wordt  in krappe bogen, zoals in de lussen in een klaverbladknooppunt, tot 7% verkanting toegepast. De ruimtelijke helling mag niet groter dan 7,5% zijn.

#### Positieve of negatieve verkanting
Op autosnelwegen, en in het bijzonder in de lussen van klaverbladknooppunten, wordt bijna altijd positieve verkanting toegepast. De buitenkant van de bocht ligt dan hoger dan de binnenkant. Op rotondes komt vaak een negatieve dwarshelling voor, om een goede afwatering van het wegdek te verzekeren, doordat het midden van de rotonde hoger ligt dan de buitenkant. Negatieve verkanting kan worden toegepast in bochten met een grote boogstraal. Bij een boogstraal van 4000 m of meer mag in Nederland negatieve verkanting worden toegepast.

## Verkanting bij spoorwegen

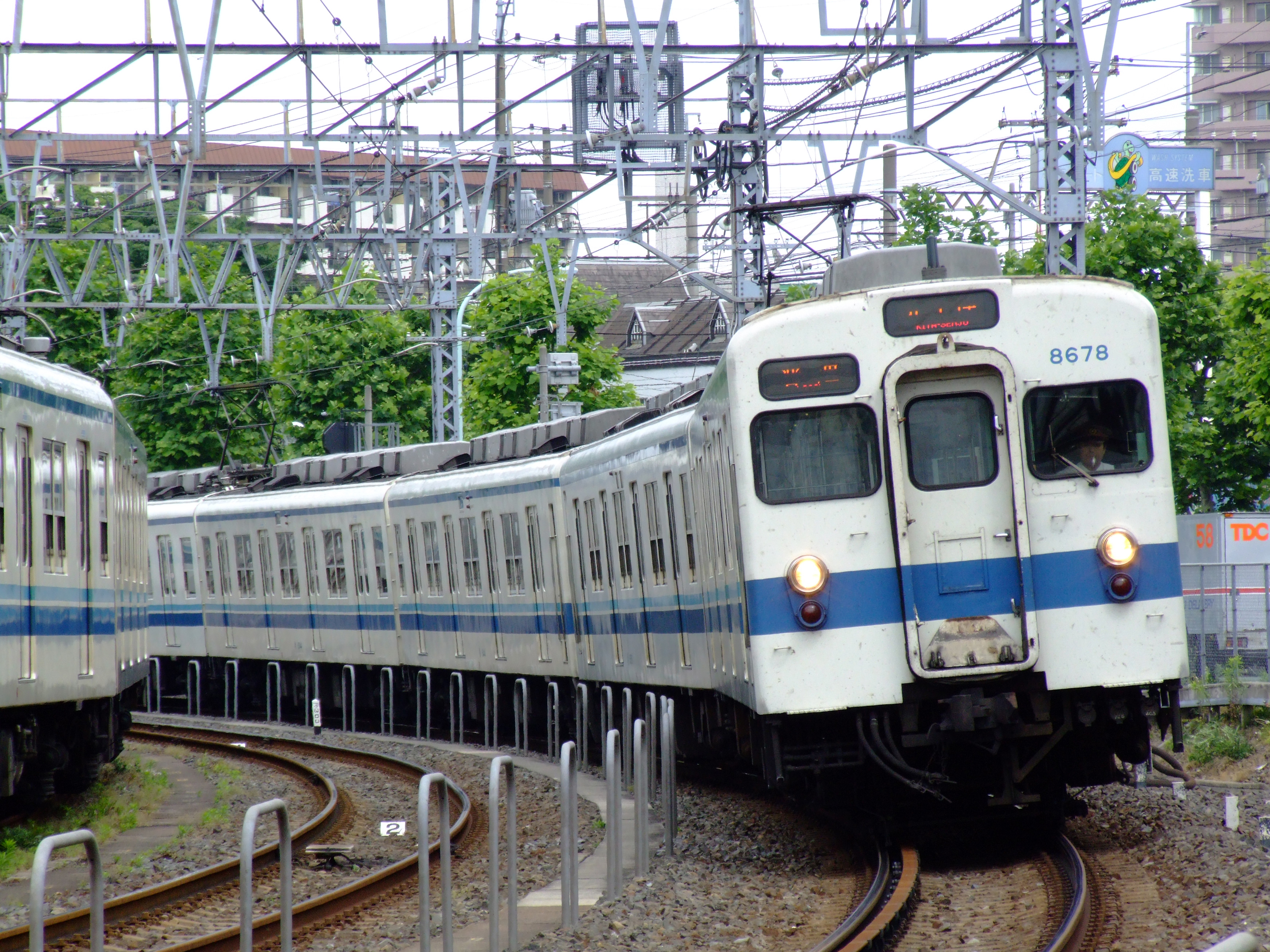
Het effect van de verkanting is te zien aan het overhellen van de trein.

De wielen van een trein zijn zo ontworpen, dat er een zelfcorrigerend stuureffect optreedt. In bochten blijft de trein door de flenzen van de wielen op de rails.
Maar zonder de verkanting zouden door de traagheid van de trein de rails en de wielen extra slijten en het reizigerscomfort worden aangetast. De verkanting zorgt er ook voor, dat het risico op ontsporingen kleiner wordt. De verkanting wordt in het verschil in hoogte tussen de beide spoorstaven uitgedrukt. In Nederland is normaal gesproken een maximale verkanting van 150 mm toegestaan. Langs een perron is dit maximaal 60 mm en bij een overweg 75 mm.
Op de spoorlijn Keulen - Frankfurt geldt een maximale verkanting van 170 mm. Daardoor is het mogelijk om met 300 km/h door een boog met een straal van 3320 m te rijden. Om zo'n grote verkanting mogelijk te maken, is van ballastloos spoor gebruikgemaakt.

### Verkantingsoverschot en -tekort

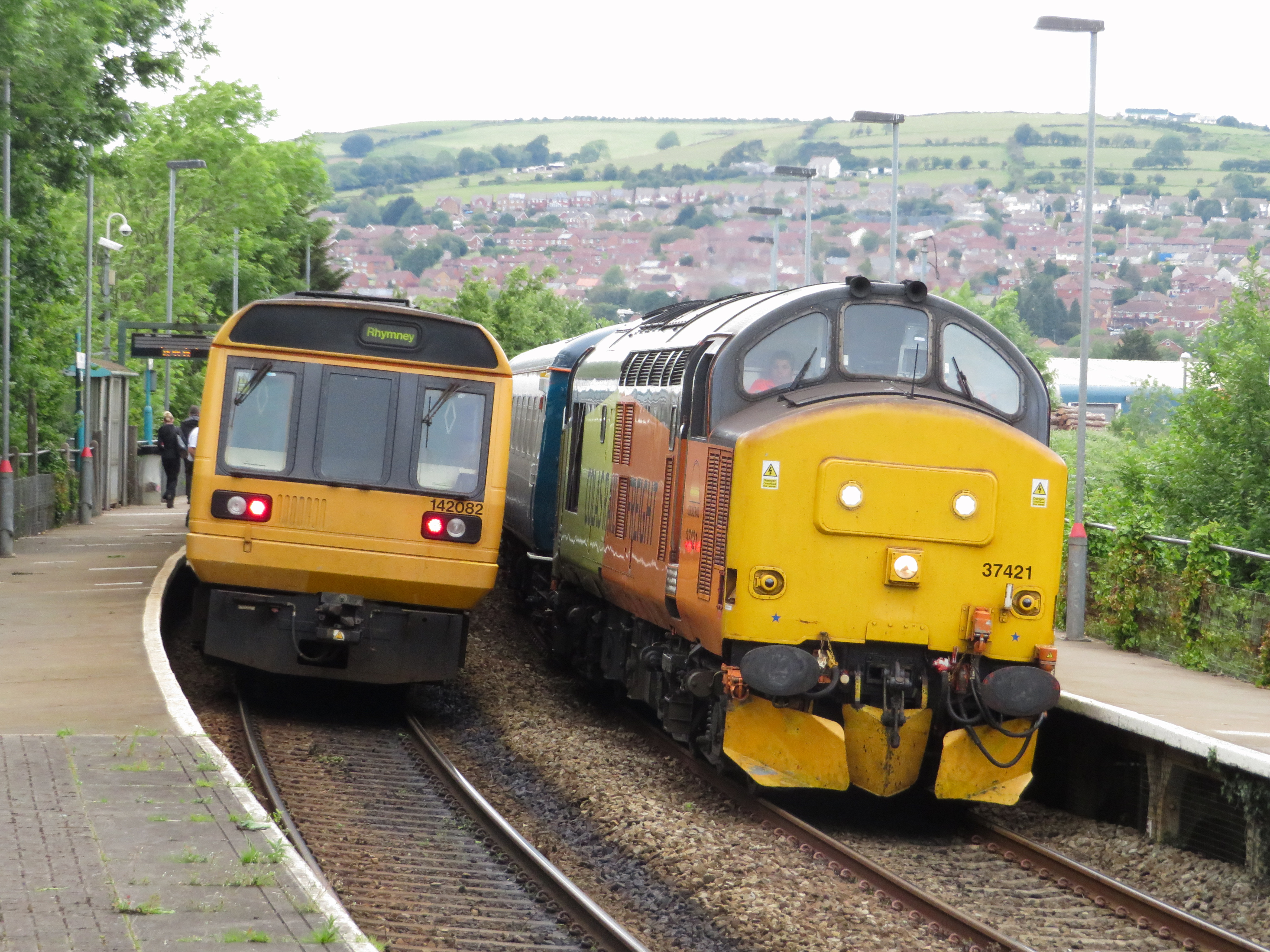
Stilstaande treinen in station Aber, Wales

De verkanting van een spoorweg is bedoeld voor één bepaalde snelheid. Treinen die te langzaam over een verkante boog rijden of zelfs stilstaan ondervinden een 'verkantingsoverschot'. Deze treinen zullen te veel naar binnen hellen. Dat is duidelijk merkbaar als een trein in een boog stil moet staan, bijvoorbeeld voor een rood sein.
Treinen die te snel over een verkante boog rijden ondervinden een 'verkantingstekort' en zullen te veel naar buiten hellen. In Nederland wordt een maximaal verkantingstekort van 120 mm aangehouden.

### Kantelbaktreinen
De maximale verkanting van een spoorlijn in een boog wordt beperkt door onder andere de eis dat een stilstaande trein in een boog niet tegen de flenzen mag schuiven. Om toch hogere snelheden in bogen mogelijk te maken, zonder dat de reizigers te grote dwarsversnellingen ondervinden, kunnen kantelbaktreinen worden toegepast. De kantelbaktechnologie zorgt ervoor dat de rijtuigen in een bocht meer naar binnen hellen dan de verkanting van de rails, waardoor het verkantingstekort van de spoorbaan wordt gecompenseerd.

## Overgangsboog (scheluwte)
Zowel in het weg- als het spoorwegontwerp is het onmogelijk om een verkanting direct bij het ingaan van een bocht aan te brengen, aangezien hierdoor een abrupt hoogteverschil zou ontstaan. Derhalve worden bij bogen met verkanting de overgang verwerkt in de overgangsboog, de verbinding tussen de rechtstand en het begin van de boog. Indien bijvoorbeeld als eis wordt gesteld dat per strekkende meter de verkanting met slechts 2 mm mag worden aangepast, is er een overgangsboog van 75 m nodig om een verkanting van 150 mm op te bouwen. De snelheid van de overgang heet scheluwte. Daar de wielen van een draaistel door de scheluwte niet op een vlak liggen, gaat het wringen. De ontsporing van de RandstadRail op het tramviaduct in Den Haag werd door te veel scheluwte veroorzaakt. De sporen op het viaduct zijn opnieuw aangelegd.